# Hippocrepinidae
Hippocrepinidae es una familia de foraminíferos bentónicos de la superfamilia Hippocrepinoidea, del suborden Hippocrepinina y del orden Astrorhizida. Su rango cronoestratigráfico abarca desde el Caradociense (Ordovícico superior) hasta la Actualidad.

## Discusión
Clasificaciones previas incluían Hippocrepinidae en el suborden Textulariina del orden Textulariida.

## Clasificación
Hippocrepinidae incluye a las siguientes subfamilias y géneros:
- Subfamilia Hippocrepininae
  - Giraliarella †
  - Hippocrepina
  - Hyperamminoides †
  - Pseudohyperammina †
- Subfamilia Jaculellinae
  - Aciculella †
  - Arenosiphon †
  - Jaculella
  - Kechenotiske †
  - Sansabaina †
  - Tasmanammina †

Otro género de Hippocrepinidae no asignados a ninguna subfamilia es:
- Siphonammina

Otro género asignado a Hippocrepinidae y actualmente clasificado en otra familia es:
- Protobotellina, ahora en la familia Botellinidae

Otros géneros considerados en Hippocrepinidae son:
- Aciculina de la subfamilia Jaculellinae, sustituido por Aciculella
- Tipeammina de la subfamilia Jaculellinae